# アテノロール・クロルタリドン
アテノロール・クロルタリドン（英: Atenolol/chlorthalidone）は、コテニドン（英: co-tenidone）としても知られる高血圧の治療に使用される配合薬である。アテノロール・クロルタリドンは、ベータ遮断薬であるアテノロールと利尿薬であるクロルタリドンで構成されている。初期治療としては推奨さないが、アテノロールとクロルタリドンを個別に服用している人への使用は推奨される。投与法は経口である。
一般的な副作用には、胃腸の不調や痛風などがあげられる。重度の副作用には、肝臓の問題、膵炎、精神病などがあげられる。妊娠中の人の使用は推奨されない。授乳中の人の使用は、乳児に悪影響を及ぼすおそれがある。アテノロールは、心臓のβ1アドレナリン受容体を遮断することで機能し、心拍数と心臓にかかる負荷を減少させる。クロルタリドンは、腎臓によって失われるナトリウムの量を増やすことによって機能する。
アテノロールとクロルタリドンの組み合わせは、1984年に米国で医療用として承認された。後発医薬品として入手できる。2019年の時点で、英国の国民保健サービスにかかる費用は１か月分で2ポンド未満である。米国での１か月分の卸売費用は約12.30米ドルである。2017年の米国で295番目に多く処方された医薬品であり、その処方件数は100万件以上である。